# Kanton Andolsheim
Andolsheim is een voormalig kanton in het Franse departement Haut-Rhin.

## Geschiedenis
Op 1 januari 2015 werd het arrondissement Colmar opgeheven en werd het kanton opgenomen in het arrondissement Colmar-Ribeauvillé. Op 22 maart van hetzelfde jaar werd het kanton opgeheven en werden de gemeenten Artzenheim, Durrenentzen, Fortschwihr, Kunheim, Urschenheim en Widensolen overgeheveld naar het kanton Ensisheim, de overige gemeenten gingen op in het op dezelfde dag gevormde kanton Colmar-2.

## Gemeenten
Het kanton Andolsheim omvatte de volgende gemeenten:
- Andolsheim
- Artzenheim
- Baltzenheim
- Bischwihr
- Durrenentzen
- Fortschwihr
- Grussenheim
- Holtzwihr
- Horbourg-Wihr
- Houssen
- Jebsheim
- Kunheim
- Muntzenheim
- Riedwihr
- Sundhoffen
- Urschenheim
- Wickerschwihr
- Widensolen